# Преподобни мученик Никодим
Преподобни мученик Никодим је православни светитељ и мученик. 
Рођен је у Елбасану. Као млад се оженио и имао је деце. Заваран од стране Турака он је примио ислам и натерао и своју децу да учине исте. Деца су то учинила, осим једног сина, који тајно одбегао на Свету Гору и тамо се замонашио. 
Никодим је због тога отишао на  Свету Гору, са намером да сина врати натраг. Међутим, Света Гора је на њега учинила такав утисак, да се он покајао, врати у хришћанску веру и сам замонашио. Три године је оплакивао своје одступништво, па је најзад олучио да се врати у Албанију, да откаје свој грех тамо где га је и учинио. Врати се, дакле, и отворено је исповедио пред Турцима, да је поново хришћанин. Због тога је ухапшен од стране османских власти и посечен 11. јула 1722. године.
Његове чудотворне мошти и данас се нетрулежне чувају.
Православна црква помиње светог Никоима 14. (27.7.) јула.